# Sparganothis caryae
Sparganothis caryae es una especie de polilla del género Sparganothis, tribu Sparganothini, familia Tortricidae. Fue descrita científicamente por Robinson en 1869.

## Descripción
La longitud de las alas anteriores es de 7,0-9,0 milímetros en machos y 9,0-11 milímetros en hembras.

## Distribución
Se distribuye por Estados Unidos.